# 8498 Ufa
8498 Ufa eller 1990 RM17 är en asteroid i huvudbältet som upptäcktes den 15 september 1990 av den sovjetisk-ryska astronomen Ljudmila Zjuravljova vid Krims astrofysiska observatorium på Krim. Den är uppkallad efter den ryska staden Ufa.
Asteroiden har en diameter på ungefär 10 kilometer och den tillhör asteroidgruppen Eos.